# There Be Squabbles Ahead
There Be Squabbles Ahead – pierwszy album grupy Stolen Babies. W 2006 został wydany przez zespół na oficjalnej stronie, rok później powstała reedycja przy współpracy z The End Records.

## Lista utworów
1. Spill! – 3:21
2. Awful Fall – 3:44
3. Filistata – 3:17
4. A Year of Judges – 3:20
5. So Close – 4:21
6. Tablescrap – 3:54
7. Swint? or Slude? – 2:16
8. Mind Your Eyes – 4:04
9. Lifeless – 5:56
10. Tall Tales – 3:41
11. Push Button – 4:07
12. Gathering Fingers – 5:20
13. The Button Has Been Pushed – 1:45